# كانتون جورا
جمهورية وكانتون جورا (بالفرنسية: République et Canton du Jura)‏ يُعرف أيضا باسم كانتون جورا، هو أحد الكانتونات السويسرية، تم إنشائه في عام 1979. يقع في الجزء الشمالي الغربي من سويسرا وعاصمته هي ديليمونت. يتكون من 3 مقاطعات و 64 بلدية. له حدود مشتركة مع كل من كانتون ريف بازل وكانتون برن وكانتون نيوشاتل وكانتون سولوتورن ومع إقليم غراند إيست الفرنسي.